# Ateleute tsiriria
Ateleute tsiriria là một loài tò vò trong họ Ichneumonidae.